# Strijd om Kapelsche Veer
De Strijd om Kapelsche Veer was een gevecht dat in de winter van 1944-1945 werd gevoerd om Kapelsche Veer, een Duits bruggenhoofd ten zuiden van de Bergsche Maas, bij het Noord-Brabantse dorp Capelle. Deze strijd duurde vijf weken en kostte in totaal ongeveer 1200 man aan militaire verliezen: gesneuvelden, gewonden, vermisten en krijgsgevangenen.
De strijd kenmerkte zich door bloedige gevechtsacties onder barre winterse omstandigheden en was een prestigestrijd tussen generaals van beide kanten. De gevechtshandelingen werden gestaakt toen van Duitse zijde, na een commandowisseling, bevel uitging het bruggenhoofd te ontruimen. Van alle (wereld-)oorlogen vielen bij de strijd om Kapelsche Veer gemiddeld de meeste slachtoffers per vierkante meter bevochten grond.

## Ardennenoffensief
Op zaterdag 16 december 1944 lanceerden de Duitsers het Ardennenoffensief. Het doel van de aanval was om Antwerpen te heroveren en haar belangrijke haven weer in handen te krijgen. Tevens was volgens Hitler het offensief het middel zo veel mogelijk geallieerde troepen te elimineren om te kunnen terugkeren aan de onderhandelingstafel. Op de Conferentie van Casablanca, in januari 1943, hadden de geallieerde oorlogsleiders afgesproken dat van nazi-Duitsland de onvoorwaardelijke overgave zou worden afgedwongen. Het hoofdoffensief in de Ardennen zou worden begeleid door een aantal steunoperaties, waarbij er een vanuit bezet Nederland zou worden ingezet. Over een breedte van veertig kilometer, tussen Drimmelen en Genderen, zou de steunoperatie met de codenaam Fall Braun worden gestart.

## Kapelsche Veer
Nadat op 9 november 1944 de geallieerden Noord-Brabant ten zuiden van de Bergsche Maas van de Duitsers hadden gezuiverd, werd de rivier de scheidslijn tussen bevrijd en bezet gebied. In de nacht van 8 op 9 november waren er op het eiland, ten noorden van het dorp Sprang-Capelle en ten zuiden van Dussen, Duitse patrouilles actief. Ze bemerkten dat de geallieerden het eiland en de omliggende polder niet blijvend hadden bezet en vormden een bruggenhoofd. De Duitsers nestelden zich in de aanwezige huizen en maakten een begin met het aanleggen van stellingen. Het bruggenhoofd bood hen een natuurlijke dekking, doordat in het zuiden het eiland werd gevormd door de rivier Oude Maasje en hier de polder doorsneed. Daarnaast hoefden ze ook niet steeds de Bergsche Maas over te roeien, die de noordelijke begrenzing vormde van het eiland. Gedurende de maand november tot half december ondernamen ze patrouille-activiteiten in de omgeving. Naarmate de aanvalsdatum van het hoofdoffensief in de Ardennen naderde, werden de plannen voor de steunoperatie steeds concreter en het bruggenhoofd Kapelsche Veer in het aanvalsplan opgenomen. In de weken daarna werd het bruggenhoofd versterkt met manschappen, eerst met troepen van 712e Infanteriedivisie en later met para's van 6e Parachutistendivisie en uitgebreide fortificaties.

## Fall Braun
In bezet Nederland waren nog circa 125.000 man aan Duitse bezettingstroepen aanwezig. In het Land van Heusden en Altena werden 16.000 man aan gevechtstroepen geconcentreerd en in de Bommelerwaard nog eens 14.000 soldaten. Op de nog in Duitse handen zijnde eilanden Schouwen-Duiveland en Goeree-Overflakkee waren verder 8000 man samengetrokken. De troepen zouden in de aanvangsfases van Fall Braun worden ingezet. De steunoperatie vanuit bezet Nederland was ondergeschikt aan het succes dat zou worden behaald met het hoofdoffensief in de Ardennen. Pas wanneer de tweede fase van het hoofdoffensief zou worden ingezet (een opmars vanuit bruggenhoofden ten westen van de Maas in België) mocht Fall Braun worden begonnen. Fall Braun kreeg evenwel geen doorgang doordat het Ardennenoffensief mislukte. De aanvalseenheden in de Ardennen slaagden er niet in de Maas te bereiken en bruggenhoofden ten westen van de rivier te vestigen.

## Crocker versus Student
Om zo veel mogelijk geallieerde troepen langs de Nederlandse frontlijn te binden besloot de Duitse parachutistengeneraal Kurt Student het bruggenhoofd Kapelsche Veer niet te ontruimen. Daarnaast konden zijn ongeoefende troepen gevechtservaring op doen onder realistische omstandigheden, zo was zijn gedachte. Aan geallieerde kant was het de Britse generaal sir John Crocker die, koste wat kost, het Duitse bruggenhoofd wilde vernietigen. Keer op keer beval hij aanvallen tegen het bruggenhoofd te ondernemen. Het zomaar ongestraft laten voortbestaan van het bruggenhoofd zou bijna zeker het geloof in de superioriteit van de Duitse soldaat onder de geallieerde troepen doen toenemen, beargumenteerde Crocker. Liquidatie ervan werd daarom door hem als onvermijdelijk beschouwd.

## Aanvallen
Eenheden van de Poolse 1e Pantserdivisie, die deze sector bewaakten, voerden in de nacht van 28 op 29 december 1944 een verkenning op het eiland uit. Ze stuitten op hevige Duitse weerstand. Hierop werd besloten tot de vernietiging van het bruggenhoofd. Een eerste Poolse aanval, in de nacht van 30 op 31 december, werd een catastrofe voor de aanvallers; 49 man werden verloren, onder wie elf gesneuvelden.
Een tweede Poolse aanval werd in de nacht van 6 op 7 januari 1945 ondernomen. Ook nu bleek de Duitse bruggenhoofdverdediging te taai. De verliezen aan Poolse zijde waren hoog: 134 man, waarvan er 34 sneuvelden. Inmiddels was duidelijk geworden dat het Ardennenoffensief was mislukt. Zowel de Duitse als de geallieerde legerleiding wilde echter niet van wijken weten. De strijd om Kapelsche Veer ging onverminderd door en spitste zich in alle hevigheid toe. Een Britse elite-eenheid, het 47 Royal Marine Commando, deed een aanval in de nacht van 13 op 14 januari. Naast Britten waren ook Noren bij de eenheid ingedeeld. Ook deze aanval eindigde met grote verliezen zonder dat het doel was bereikt: 49 man, onder wie negen Noren, sneuvelden. Opnieuw werd een geallieerde operatie gelast. Nu door eenheden van de Canadese 4e Pantserdivisie. Ditmaal werd een grote dagaanval ondernomen op 26 januari. Bij verrassing zou via de Bergsche Maas nog een kano-eenheid van 60 man het Duitse bruggenhoofd in de rug aanvallen. De gevechten duurden vijf dagen. In de vroege morgen van 31 januari 1945 trokken de Duitsers zich vrijwillig van het bruggenhoofd Kapelsche Veer terug. Ook deze Canadese aanval leidde tot hoge verliezen: 240 man, waarvan er 76 sneuvelden.